# 江口拓也の俺たちだって癒されたい!
『江口拓也の俺たちだって癒されたい!』（えぐちたくやのおれたちだっていやされたい）は、TOKYO MX（エムキャス対応）で放送されたバラエティ紀行番組。略称「俺癒」。
第1期は2016年1月6日から3月30日まで放送された。また、2018年11月4日から2019年1月27日まで毎週日曜15時に旅チャンネルで放送された。
第2期『江口拓也の俺たちだってもっと癒されたい!』が2016年10月5日から2017年3月22日まで隔週（『西山宏太朗の健やかな僕ら』と交互）で放送された。
第3期『江口拓也の俺たちだっても〜っと癒されたい!』が2017年10月4日から2018年3月21日まで隔週（『斉藤壮馬の和心を君に』と交互）で放送された。
第4期『江口拓也の俺たちだってやっぱり癒されたい!』が2019年1月9日から3月27日まで放送された。
第5期は、劇場版が上映されることが決定。

## 内容
『癒し』をテーマに、江口拓也とアシスタントの西山宏太朗が、豪華ゲストと共に様々な場所で癒される旅番組。旅の最後にイラストを描き、思い出を振り返る。

## 出演者
- 癒され人：江口拓也
- アシスタント：西山宏太朗
- マスコットキャラクター：癒し大王、ペンくん、メロ（デザイン：江口拓也）[7][8]

## 放送リスト

### 第1期
| 2016年 | 2016年  | 2016年                                  | 2016年 | 2016年   |
| 回     | 放送日  | サブタイトル                            | 内容（来訪地、施設） | ゲスト   |
| ------ | ------- | --------------------------------------- | --- | -------- |
| 1      | 1月6日  | 茨城の癒し旅 前編                       | 牛久大仏 飯村牛（ステーキ・ハンバーグ・ビーフシチューカレー）（レストラン中台） アクアワールド茨城県大洗水族館                                     | 中村悠一 |
| 2      | 1月13日 | 茨城の癒し旅 後編                       | アクアワールド茨城県大洗水族館 あんこう鍋（ちゅう心） つくばグランドホテル                                                                         | 中村悠一 |
| 3      | 1月20日 | 山梨の癒し旅 前編                       | ほうとう作り（カントリーレイクシステムズ） 参拝（大井俣窪八幡神社） 酒蔵見学（養老酒造&酒蔵櫂）                                                    | 安元洋貴 |
| 4      | 1月27日 | 山梨の癒し旅 後編                       | 日本酒を試飲（養老酒造&酒蔵櫂） ワインを試飲（盛田甲州ワイナリー） 会席料理（石和温泉 富士野屋夕亭）                                               | 安元洋貴 |
| 5      | 2月3日  | 東京の癒し旅 前編                       | 参拝（鬼子母神堂）駄菓子（上川口屋） 会席料理（屋形船 晴海屋）                                                                                     | 杉田智和 |
| 6      | 2月10日 | 東京の癒し旅 後編                       | 帽子選び（帽子専門店 KNOWLEDGE） カレーライス（カレースタンド PLUCK） 前野原温泉 さやの湯処                                                        | 杉田智和 |
| 7      | 2月17日 | 海外ロケの行き先会議 台湾の癒し旅 その1 | 寧夏夜市の屋台を食べ歩く（江口欠席） | 木村良平 |
| 8      | 2月24日 | 台湾の癒し旅 その2                      | 参拝（舺龍山寺）小籠包、焼売（京鼎樓） 占い（東松命理）                                                                                            | 木村良平 |
| 9      | 3月2日  | 台湾の癒し旅 その3                      | 占い（東松命理） 足裏マッサージ（六星集足體養身會館 民權會館） 包丁マッサージ（先天世界刀療協会）臭豆腐（九份第一家）                              | 木村良平 |
| 10     | 3月9日  | 台湾の癒し旅 その4                      | 食べ歩き（九份）夜景、ジャスミン茶（海悦楼茶坊） 雑貨屋（一針一線&來好雜貨舖）茶芸館（小茶栽堂 永康店） 台湾の家庭料理（大隠酒食）足湯（少帥禅園） | 木村良平 |
| 11     | 3月16日 | 千葉の癒し旅 前編                       | 参拝、おみくじ（大本山成田山新勝寺） うな重（成田のうなぎ専門店 川豊本店）                                                                         | 花江夏樹 |
| 12     | 3月23日 | 千葉の癒し旅 後編                       | 乗馬（千葉ライディングパーク）いちご狩り（緑川苺園） 海鮮料理（漁師料理の店 ばんや） スパ&リゾート 九十九里 太陽の里                               | 花江夏樹 |
| 13     | 3月30日 | 総集編                                  | 未公開映像 |          |

### 第2期
| 2016 - 2017年 | 2016 - 2017年  | 2016 - 2017年       | 2016 - 2017年 | 2016 - 2017年 |
| 回            | 放送日         | サブタイトル        | 内容（来訪地、施設） | ゲスト        |
| ------------- | -------------- | ------------------- | --- | ------------- |
| 1             | 10月5日        | 静岡の癒し旅 前編   | 猫の歴史・触れ合い（伊豆高原 ねこの博物館） 頭とろ炙り丼（本家鮪屋 伊豆高原本店）                                                   | 梅原裕一郎    |
| 2             | 10月19日       | 静岡の癒し旅 後編   | 動物と触れ合い、サボテン狩り（伊豆シャボテン公園） 海鮮懐石料理（源泉湯宿 大成館）                                                  | 梅原裕一郎    |
| 3             | 11月2日        | AGF特別編           | AGF2016で販売する番組オリジナルピザを考案 パネル製作（ピザーラ本社）                                                                | 安元洋貴      |
| 4             | 11月16日       | 神奈川の癒し旅 前編 | 逗子海岸、ハヤシライス（レストラン ラ・マーレ） 吹きガラス体験（ヨーナス・ガラス・ビジョン）                                        | 鳥海浩輔      |
| 5             | 11月30日       | 神奈川の癒し旅 後編 | 吹きガラス体験（ヨーナス・ガラス・ビジョン） 懐石料理（鎌倉 御代川）ダイヤモンド鎌倉別邸ソサエティ                                  | 鳥海浩輔      |
| 6             | 12月14日       | 埼玉の癒し旅 前編   | ロコモコ（EAST CONTENTS CAFE） ボルダリング（Climb Park Base Camp）                                                                 | 浪川大輔      |
| 7             | 12月28日       | 埼玉の癒し旅 後編   | ボルダリング（Climb Park Base Camp） ゴーカート（サーキット スタジアム 634） 上海会席料理（中国割烹旅館 掬水亭）                    | 浪川大輔      |
| 8             | 2017年 1月11日 | 栃木の癒し旅 前編   | ジェルキャンドル作り（キャンドルハウス シュシュ） 那須和牛ステーキ（ステーキハウス寿楽 本店）                                       | 島﨑信長      |
| 9             | 1月25日        | 栃木の癒し旅 後編   | アップルタルト作り（那須 花と体験の森） 会席料理（那須黒磯温泉 かんすい苑 覚楽）                                                    | 島﨑信長      |
| 10            | 2月8日         | 沖縄の癒し旅 その1  | 首里城 正殿 ソーキそば定食（琉球茶房 あしびうなぁ） 鮮魚市場で食べ歩き（泊いゆまち）                                                | 代永翼        |
| 11            | 2月22日        | 沖縄の癒し旅 その2  | ブルーキャビン石垣島 DELIランチ（ブルーカフェ石垣島）石垣島鍾乳洞 石垣牛（炭火焼肉 たけさん亭）ドライブ                             | 代永翼        |
| 12            | 3月8日         | 沖縄の癒し旅 その3  | グラスボート（まりんはうす ぐるくん） 泡盛の工場見学、試飲（高嶺酒造所） 沖縄料理（島の食べものや 南風） ホテルイーストチャイナシー | 代永翼        |
| 13            | 3月22日        | 総集編              | 未公開映像 | 斉藤壮馬      |

### 第3期
| 2017 - 2018年 | 2017 - 2018年  | 2017 - 2018年        | 2017 - 2018年 | 2017 - 2018年 |
| 回            | 放送日         | サブタイトル         | 内容（来訪地、施設） | ゲスト        |
| ------------- | -------------- | -------------------- | --- | ------------- |
| 1             | 10月4日        | 伊香保の癒し旅 前編  | バター作り（伊香保グリーン牧場） 水沢うどん（大澤屋） | 蒼井翔太      |
| 2             | 10月18日       | 伊香保の癒し旅 後編  | サイダー、温泉饅頭（中津屋 のほほん） 射的（大坂屋）会席料理（伊香保温泉 横手館）                                                                                    | 蒼井翔太      |
| 3             | 11月1日        | 軽井沢の癒し旅 前編  | 参拝（熊野皇大神社） フレンチトースト（Cafe Le Petit Nid 3） ドライブ                                                                                                | 羽多野渉      |
| 4             | 11月15日       | 軽井沢の癒し旅 後編  | 藍染体験（霧下織工房） 創作フレンチ、地ビール（ゆとりろ軽井沢ホテル）                                                                                                | 羽多野渉      |
| 5             | 11月29日       | 東京の癒し旅 前編    | 広島風お好み焼き（ソニア） ミニ四駆作り（タミヤ プラモデルファクトリー新橋店）                                                                                       | 寺島拓篤      |
| 6             | 12月13日       | 東京の癒し旅 後編    | ミニ四駆レース対決 （タミヤ プラモデルファクトリー新橋店） ダーツ対決、ラーメン・オムライス（BAR LOUNGE NEYVE） ホテル グランドアーク半蔵門                          | 寺島拓篤      |
| 7             | 12月27日       | 名古屋の癒し旅 その1 | 名古屋市東山動植物園 ひつまぶし（うな善） | 岡本信彦      |
| 8             | 2018年 1月10日 | 名古屋の癒し旅 その2 | 生ういろう（青柳総本家 KITTE名古屋店） トランポリン（トランポリンパークMr.JUMP） 会席料理（ホテル 名古屋ガーデンパレス）                                             | 岡本信彦      |
| 9             | 1月24日        | 名古屋の癒し旅 その3 | 金シャチパフェ（名古屋城） 小倉トースト（モーニング喫茶 リヨン） しゃちほこ丼（気晴亭 本店） 名古屋コーチン（親子丼・手羽先・唐揚げ・プリン）（鳥開総本家 名駅南店） | 岡本信彦      |
| 10            | 2月7日         | 札幌の癒し旅 その1   | 大志の誓い（さっぽろ羊ヶ丘展望台） ジンギスカン（ツキサップじんぎすかんクラブ）                                                                                      | 中村悠一      |
| 11            | 2月21日        | 札幌の癒し旅 その2   | エアガン射撃、お皿割り（ストレス捕獲BAR CRUSHERS） 懐石料理（定山渓第一寶亭留 翠山亭）                                                                               | 中村悠一      |
| 12            | 3月7日         | 札幌の癒し旅 その3   | どろ豚のステーキ（ランチョ・エルパソ 手稲店） ウィンタースポーツ疑似体験（札幌オリンピックミュージアム）                                                             | 中村悠一      |
| 13            | 3月21日        | 総集編               | 未公開映像 | 斉藤壮馬      |

### 第4期
| 2019年 | 2019年  | 2019年              | 2019年 | 2019年   |
| 回     | 放送日  | サブタイトル        | 内容（来訪地、施設） | ゲスト   |
| ------ | ------- | ------------------- | --- | -------- |
| 1      | 1月9日  | 栃木の癒し旅 前編   | 栃木県子ども総合科学館、餃子作り（宇都宮餃子 さつき）                                                                        | 森川智之 |
| 2      | 1月16日 | 栃木の癒し旅 後編   | グラウンド・ゴルフ、会席料理（南平台温泉ホテル）                                                                             | 森川智之 |
| 3      | 1月23日 | 三浦の癒し旅 前編   | 鮪丼・定食・珍味（まぐろ食堂 七兵衛丸） カワウソ（京急油壺マリンパーク）                                                     | 安元洋貴 |
| 4      | 1月30日 | 三浦の癒し旅 後編   | 魚、アシカ、イルカ（京急油壺マリンパーク） 和牛ステーキ付和会席（ホテル京急油壺 観潮荘）                                     | 安元洋貴 |
| 5      | 2月6日  | つくばの癒し旅 前編 | 科学万博 ‐ つくば'85メモリアル（つくばエキスポセンター） 常陸牛炭火焼と常陸牛そぼろしぐれ煮ひつまぶし（常陸牛料理 ひたち野） | 福山潤   |
| 6      | 2月13日 | つくばの癒し旅 後編 | セグウェイ（セグウェイシティガイドツアー in つくば） 味麗豚の陶板風ステーキ付き和会席（筑波山ホテル青木屋）                  | 福山潤   |
| 7      | 2月20日 | 兵庫の癒し旅 その1  | 神戸ポートタワー 特選神戸牛コース（神戸ステーキ プロペラ）                                                                   | 小野賢章 |
| 8      | 2月27日 | 兵庫の癒し旅 その2  | 神戸トリックアート 不思議な領事館 神戸牛しゃぶしゃぶ会席コース （神戸有馬温泉 元湯龍泉閣）                                   | 小野賢章 |
| 9      | 3月6日  | 兵庫の癒し旅 その3  | パスタ（PASTA FRESCA DAN-MEN） 芝すべり、シューティングレンジ （淡路ワールドパークONOKORO）                                  | 小野賢章 |
| 10     | 3月13日 | 兵庫の癒し旅 その4  | シューティングレンジ、ジップラインアドベンチャー （淡路ワールドパークONOKORO） BBQ（シーアイガ海月）                         | 小野賢章 |
| 11     | 3月20日 | 千葉の癒し旅 前編   | 鋸山 日本寺 動物と触れ合い、BBQ基本セット（ダチョウ肉） ダチョウの卵の目玉焼き（ダチョウ王国 袖ヶ浦ファーム）                | 鈴村健一 |
| 12     | 3月27日 | 千葉の癒し旅 後編   | わんちゃんランド（東京ドイツ村） 江戸前簀立て盛り会席（旅館 かわな）                                                         | 鈴村健一 |

## スタッフ
| 製作                 | movic |
| プロデューサー       | 青木寿江（ムービック、総合プロデュース） 第1〜3期：福家由香（ムービック） 第3期〜：伊藤桃香（ムービック） |
| 企画                 | 大村恵一（ムービック） |
| 音楽プロデューサー   | 伊藤圭一（ケイ・アイ・エム） |
| 音楽制作             | Kim Studio |
| テーマ曲             | 黒石ひとみ |
| 音楽                 | 黒石ひとみ 美しの里プロジェクト |
| ロゴデザイン         | 金子真理（ムービック） |
| オフィシャルスチール | 遠山高広 |
| CAM                  | 第1期：水口智博、福永遼太、武田敏和、深澤寛志、長谷川浩基 第2期：佐々木勇人、朝倉聖之（イルージョン） 第3期：杉村智司、吉川英嗣（マリポーサカンパニー）、菅瀬正敏（キュー）田中智裕（エイチ・ビー・シー・フレックス） 第4期：津野晶、太田黒岳（525プロダクション）山本真二、長谷川秀一、 長谷川浩基、上野嘉禄、浅海仁 |
| VE                   | 第1期：吉川淳、足立憲昭、高野太樹、喜多村朋充 第2期：小林大海、片岡翔吾、福原立朗（イルージョン） 第3期：相田義敦、岡宏之（マリポーサカンパニー）池口順也（キュー）、宮本竜太（エイチ・ビー・シー・フレックス） 第4期：高橋拓也（525プロダクション）森田順（マイシャ）田島啓介                                        |
| CA                   | 第1期：山田淑久 第2期：仁保隼人、小林大海、金島侑太、羽田野翔太（イルージョン） 第3期：岡宏之、北川弦己、古市温（マリポーサカンパニー）、杉浦徹也（キュー）小関大輔（エイチ・ビー・シー・フレックス）、中村太郎（マイシャ）                                                                                           |
| 撮影・技術           | 第2期：イルージョン、マイシャ 第3期：マリポーサカンパニー、キュー、エイチ・ビー・シー・フレックス、アルカディア 第4期：525プロダクション、マイシャ |
| 音響効果/MA          | 澤田雅和 |
| 編集                 | 第1 - 3期：スタジオミック 第4期：エムスタ |
| ヘアメイク           | 第1・2期：三田彩聖（アートメイク・トキ） 第3期：三田彩聖、野口美礼、西村紘美（アートメイク・トキ）、福岡亜樹、氏川千尋 第4期：三田彩聖（アートメイク・トキ） |
| 宣伝                 | 柳下博忠（ムービック）第4期：奥村寿代（ムービック） |
| 公式サイト制作       | 豊沢篤志（ムービック）第4期：公文瞳（ムービック） |
| グッズ制作           | 第2期：南雲晋吾、福田泰章（ムービック） 第3期：南雲晋吾、杉村ひろみ（ムービック） 第4期：南雲晋吾、佐藤可奈子、杉村ひろみ（ムービック） |
| ライセンス           | 第2 - 4期：工藤友勝（ムービック） |
| AD                   | 第1期：櫻井宏子、鷲澤健太（TimeWarp） 第2期：椎山真衣、櫻井宏子、鷲澤健太（TimeWarp） 第3期：高田侑真、諸富夏姫（TimeWarp） 第4期：布施洸亮（アイスクユウスク） |
| CG                   | 第4期：藤井徹弥 |
| ディレクター         | 第1期：大森慎太郎、佐藤貴亮（TimeWarp） 第2期：佐藤貴亮（TimeWarp）第3期：佐藤貴亮、鷲澤健太（TimeWarp） 第4期：佐藤貴亮（アイスクユウスク） |
| 総合演出             | 第1 - 3期：大藏元宣（TimeWarp）第4期：大藏元宣（アイスクユウスク） |
| 番組プロデューサー   | 第1 - 3期：吉野聡（TimeWarp）第4期：大藏元宣（アイスクユウスク） |
| 制作                 | 第1 - 3期：TimeWarp 第4期：アイスクユウスク |
| キャスティング       | 大坪絢（デルファイサウンド） |
| 製作著作             | movin★on |

## 劇場版
劇場版『江口拓也の俺たちだって癒されたい!〜大阪の旅〜』。ゲストは堀江瞬。

## 関連商品

### DVD
| タイトル                                        | 発売日                                   | 収録回 | 備考 | 規格品番                                 | 規格品番                                 |
| タイトル                                        | 発売日                                   | 収録回 | 備考 | 特装版                                   | 通常版                                   |
| 第1期：江口拓也の俺たちだって癒されたい!        | 第1期：江口拓也の俺たちだって癒されたい! | 第1期：江口拓也の俺たちだって癒されたい!                                                                             | 第1期：江口拓也の俺たちだって癒されたい! | 第1期：江口拓也の俺たちだって癒されたい! | 第1期：江口拓也の俺たちだって癒されたい! |
| ----------------------------------------------- | ---------------------------------------- | --- | --- | ---------------------------------------- | ---------------------------------------- |
| 1                                               | 2016年 3月25日                           | #1 - 3 | 特装版は主題歌「君に続く旅」MV 未公開映像、メイキング | MOVC-0081                                | MOVC-0080                                |
| 2                                               | 2016年 4月29日                           | #4 - 6 | 特装版は「斉藤壮馬の僕たちだって癒されたい!」 （東京）#1（海鮮丼） 未公開映像、メイキング | MOVC-0083                                | MOVC-0082                                |
| 3                                               | 2016年 5月27日                           | #7 - 9 | 特装版は「斉藤壮馬の僕たちだって癒されたい!」 （東京）#2 タイ古式マッサージ（ラーンナタイ・スパ） 未公開映像、メイキング | MOVC-0085                                | MOVC-0084                                |
| 4                                               | 2016年 6月24日                           | #10 -12 | 特装版は「斉藤壮馬の僕たちだって癒されたい!」 （東京）#3 肉料理（DINING KITCHEN root） 未公開映像、メイキング | MOVC-0087                                | MOVC-0086                                |
| 世田谷の旅                                      | 2017年 1月27日                           | | 2016年8月7日に開催された 俺癒第1期DVDリリース記念イベント |                                          | MOVC-0143                                |
| 第2期：江口拓也の俺たちだってもっと癒されたい!  |                                          | | |                                          |                                          |
| 1                                               | 2017年 3月24日                           | #1 - 3 | 特装版は「斉藤壮馬の僕たちだってもっと癒されたい!」 （京都）#1 和紙照明手作り体験（あかりデザイン工房） 主題歌「オレンジスカイ」MV 未公開映像、メイキング | MOVC-0124                                | MOVC-0123                                |
| 2                                               | 2017年 4月28日                           | #4 - 6 | 特装版は「斉藤壮馬の僕たちだってもっと癒されたい!」 （京都）#2（祇園 くらした） 未公開映像、メイキング | MOVC-0126                                | MOVC-0125                                |
| 3                                               | 2017年 5月26日                           | #7 - 9 | 特装版は「斉藤壮馬の僕たちだってもっと癒されたい!」 （京都）#3（ゆめみる夢、つぶら乃 京都本店） 未公開映像、メイキング | MOVC-0128                                | MOVC-0127                                |
| 4                                               | 2017年 6月30日                           | #10 - 12 | 特装版は「斉藤壮馬の僕たちだってもっと癒されたい!」 （京都）#4（棲家 新京極店） 未公開映像、メイキング | MOVC-0130                                | MOVC-0129                                |
| 特別編〜金沢の旅〜                              | 2017年 9月15日                           | | 撮り下ろしの旅 ゲスト：鳥海浩輔・前野智昭・斉藤壮馬 ナレーション：梅原裕一郎、内容 :（兼六園） 日本酒の酒蔵見学・試飲&おつまみ（久世酒造店） 創作料理（居酒屋 空海、金沢白鳥路 ホテル山楽） 金箔見学・箔移し体験（箔一本店 箔巧館） 金沢おでん（赤玉 本店）、メイキング |                                          | MOVC-0145                                |
| 江口拓也の俺癒& 西山宏太朗の健僕 有明と調布の旅 | 2018年 2月16日                           | 2017年8月5日に開催された 俺癒第2期DVDリリース記念イベントと 同年8月20日に開催された 健僕第1期DVDリリース記念イベント | MOVC-0178 |                                          |                                          |

| タイトル                                                        | 発売日                                           | 収録回 | 備考 | 規格品番                                         | 規格品番 |
| タイトル                                                        | 発売日                                           | 収録回 | 備考 | 特装版                                           |          |
| 第3期：江口拓也の俺たちだっても〜っと癒されたい!                | 第3期：江口拓也の俺たちだっても〜っと癒されたい! | 第3期：江口拓也の俺たちだっても〜っと癒されたい! | 第3期：江口拓也の俺たちだっても〜っと癒されたい! | 第3期：江口拓也の俺たちだっても〜っと癒されたい! |          |
| --------------------------------------------------------------- | ------------------------------------------------ | --- | --- | ------------------------------------------------ | -------- |
| 1                                                               | 2018年 3月23日                                   | #1 - 3 | 「斉藤壮馬の僕たちだっても〜っと癒されたい!」 （下関）#1（赤間神宮） 主題歌「レミファ旅のソラ」MV、未公開映像、メイキング | MOVC-0197                                        |          |
| 2                                                               | 2018年 4月27日                                   | #4 - 6 | 「斉藤壮馬の僕たちだっても〜っと癒されたい!」 （下関）#2（元祖瓦そば たかせ 川棚本館） 未公開映像、メイキング | MOVC-0198                                        |          |
| 3                                                               | 2018年 5月25日                                   | #7 - 9 | 「斉藤壮馬の僕たちだっても〜っと癒されたい!」 （下関）#3（晴ル家）未公開映像、メイキング | MOVC-0199                                        |          |
| 4                                                               | 2018年 6月29日                                   | #10 - 12 | 「斉藤壮馬の僕たちだっても〜っと癒されたい!」 （下関）#4（日本料理 つか佐）未公開映像、メイキング | MOVC-0200                                        |          |
| 第4期：江口拓也の俺たちだってやっぱり癒されたい!                |                                                  | | |                                                  |          |
| 1                                                               | 2019年 3月22日                                   | #1 - 3 | コメンタリー（第3回） 「斉藤壮馬の僕たちだってやっぱり癒されたい!」 #1（天ぷら）主題歌「日々是晴れやか」MV 未公開映像、メイキング                                                                                            | MOVC-0265                                        |          |
| 2                                                               | 2019年 4月26日                                   | #4 - 6 | コメンタリー（第6回） 「斉藤壮馬の僕たちだってやっぱり癒されたい!」 #2（ゲーム）未公開映像、メイキング | MOVC-0266                                        |          |
| 3                                                               | 2019年 5月31日                                   | #7 - 9 | コメンタリー（第8回） 「斉藤壮馬の僕たちだってやっぱり癒されたい!」 #3（浴衣でご飯回）未公開映像、メイキング | MOVC-0267                                        |          |
| 4                                                               | 2019年 6月28日                                   | #10 - 12 | コメンタリー（第12回） 「斉藤壮馬の僕たちだってやっぱり癒されたい!」#4 未公開映像、メイキング | MOVC-0268                                        |          |
| 特別編 〜福井と富山の旅〜                                       | 2019年 10月25日                                  | | 撮り下ろしの旅 ゲスト：鳥海浩輔・前野智昭・斉藤壮馬 ナレーション：梅原裕一郎 ※アニメイトオリジナル有償特典DVD （2018年1月20日に開催された 江口拓也の俺たちだってもっと癒されたい!特別編 〜金沢の旅〜リリース記念パーティー） | MOVC-0286                                        |          |
| 江口拓也の俺癒& 斉藤壮馬のそま君& 西山宏太朗の健僕 〜三郷の旅〜 | 2019年 12月20日                                  | 2018年8月19日に開催された 俺癒第3期DVDリリース記念イベントと 同年11月10日に開催された そま君第1期DVDリリース記念イベント 2019年5月12日に開催された 健僕第2期DVDリリース記念イベント メイキング（舞台裏映像） | MOVC-0287 |                                                  |          |
| 江口拓也の俺癒& 斉藤壮馬のそま君 〜千葉と朝霞の旅〜             | 2020年 6月26日                                   | 2019年8月18日に開催された 俺癒第4期DVDリリース記念イベントと 2020年2月1日に開催された そま君第2期DVDリリース記念イベント メイキング（舞台裏映像）                                                            | MOVC-336 |                                                  |          |

### CD
| タイトル                                  | 発売日        | 収録曲 | 規格品番  |
| ----------------------------------------- | ------------- | --- | --------- |
| 江口拓也の俺癒& 西山宏太朗の健僕 主題歌集 | 2017年6月30日 | 全楽曲の作詞・作曲・編曲：黒石ひとみ 1. 「君に続く旅」江口拓也&西山宏太朗 from『江口拓也の俺たちだって癒されたい!』 2. 「オレンジスカイ」江口拓也&西山宏太朗 from『江口拓也の俺たちだってもっと癒されたい!』 3. 「プカプカペンギン」西山宏太朗 from『西山宏太朗の健やかな僕ら』 4. 「明日のストライド」西山宏太朗 from『西山宏太朗の健やかな僕ら』 5. 「君に続く旅」アレンジver.（番組BGM） 6. 「オレンジスカイ」アレンジver.（番組BGM） 7. 「プカプカペンギン」アレンジver.（番組BGM） 8. ボーナストラック 「Stand by you!」 Tバッカーズ［江口拓也&西山宏太朗&斉藤壮馬］ | MOTV-0001 |

### グッズ
| 発売日                    | 商品 |
| ------------------------- | --- |
| 2016年3月24日             | 俺癒特製 眼鏡ふき、俺癒特製 パーカー＜女性用M・Lサイズ＞ 俺癒特製 手ぬぐい2枚セット 俺癒特製 ショルダーバッグ ミニ缶バッジ付               |
| 2016年9月5日              | フォトファイル ブロマイド1枚入り、お出かけエコバッグ トレーディング缶バッジ 全12種、イベント記念フラッグ イベントTシャツ、ネックストラップ |
| 2016年12月22日            | 俺癒特製 癒し大王ぬいぐるみ 俺癒特製 ペンくんぬいぐるみストラップ 俺癒特製 カメラストラップ                                                |
| 2017年3月7日              | 癒し大王クッション |
| 2017年11月3日・4日（AGF） | トレーディングアクリルキーホルダーAGF版 |
| 2018年2月22日             | フィンガーマスコット・PUPPELA 癒し大王・ペンくん・メロ                                                                                     |
| 2018年7月上旬（受注販売） | 俺癒展 キャップ、俺癒展 MA-1ジャケット 俺癒展 スマホケース、俺癒展 フルグラフィックTシャツ                                                 |
| 2018年8月19日（受注販売） | 癒しのルームウェア |
| 2019年3月28日             | ししゅうブレスレット |
| 2019年5月17日             | 癒し大王の巾着ポーチ、癒し大王のぬいぐるみポシェット                                                                                       |
| 2019年5月31日             | 癒し大王のなりきりケープ |
| 2019年7月                 | 癒し大王のネックピロー |

### LINEスタンプ
- 『江口拓也の俺癒』癒されるスタンプ（2016年4月11日）[45]

## イベント
- 江口拓也の俺たちだって癒されたい!DVD発売記念イベント（2016年8月7日、世田谷区民会館）[46][47]
- 江口拓也の俺たちだってもっと癒されたい!DVD発売記念イベント（2017年8月5日、ディファ有明）[48][49]
- 江口拓也の俺たちだってもっと癒されたい!特別編〜金沢の旅〜リリース記念パーティー（2018年1月20日）[50]
  - ゲスト：鳥海浩輔、前野智昭
- 俺癒展（2018年3月27日 - 4月1日、ギャラリー・ルデコ 4 - 6F）[51][52]
- 江口拓也の俺たちだっても〜っと癒されたい!DVD発売記念イベント（2018年8月19日、三郷市文化会館 大ホール）[5]
- 江口拓也の俺たちだってやっぱり癒されたい!DVD発売記念イベント（2019年8月18日、千葉市民会館）[53][54]
- 江口拓也の俺たちだってやっぱり癒されたい!特別編〜福井と富山の旅〜』発売記念オンラインパーティー（2020年4月5日）[55][56]
  - ゲスト：鳥海浩輔、前野智昭